# 루 테일러 푸치
루 테일러 푸치(Lou Taylor Pucci, 1985년 7월 27일 ~ )는 미국의 배우이다.

## 영화
- 패스트푸드 네이션
- 사우스랜드 테일
- 호스맨
- 캐리어스
- 비기너스
- 이블 데드 (2013년 영화)
- 액슬

## 텔레비전
- 걸스 (드라마)
- 성범죄수사대: SVU
- 시카고 PD
- 너의 모든 것
- 유어 더 워스트
- 영거 (TV 시리즈)

## 뮤직 비디오
- Jesus of Suburbia